# 寄付月間
寄付月間（Giving December）とは、「欲しい未来へ、寄付を贈ろう。」を合言葉に毎年12月の１ケ月間、全国規模で行われる啓発キャンペーン。民間非営利組織、企業、大学、行政、国際機関などが推進委員会を設置し、2015年12月に第一回寄付月間が始まる。民間主導の取り組みであるが、2016年6月2日に閣議決定された「経済財政運営と改革の基本方針2016 ～600兆円経済への道筋～」（骨太方針）に「「寄付月間」等の寄附文化の醸成に向けた取組を推進」が盛り込まれた。

## 概要
日本には、阪神淡路大震災を契機として生まれた防災とボランティア週間といったボランティア活動の推進週間はあったものの、寄付を推進する全国的なキャンペーンは無かったが、東日本大震災において多くの日本人が寄付するなど、社会全体の寄付への関心の高まりを受けて、寄付に関連する活動を行っている主要な民間非営利団体、企業、大学、行政、国際機関が集まり、「寄付月間～Giving December～」（毎年12月1日から12月31日まで）を行うことを決定した。35の法人代表者が実行委員会（委員長：小宮山宏　三菱総合研究所理事長・第28代東京大学総長）を形成し、企画運営を行っており、事務局は実行委員会の有志が共同事務局を設置し、運営している。
寄付月間は、特定の団体への寄付をお願いするものではなく、一人ひとりがこの機会に寄付について考えたり、実際に寄付してみたり、寄付月間についてソーシャルメディアで広げたりすることや、寄付を受ける側が寄付者に感謝して、きちんと寄付の使い道を報告することが進むきっかけにするということを目的とした活動である。
海外ではGiving Tuesdayとして、サンクスギビングデー空けの12月の最初の火曜日を寄付の日と定めているキャンペーンもある。
2020年は688法人がパートナーとなり、コロナ禍にもかかわらず、過去最多の196の公式認定企画が実施された。

## 2015年の取り組み
寄付月間2015では123の賛同パートナー団体が参加し、23の公式認定企画が発表された。特徴的な企画としては、
・ビル・ゲイツ氏の来日イベント「PhipanthropyｘInnovation（フィランソロピー　ｘ　イノベーション）」（主催　朝日新聞社　共催寄付月間）
・東海地域で約2000店舗が参加したカンパイチャリティ（ビールを飲むと寄付になるキャンペーン）
・朝日新聞上での寄付リレートーク（山中 伸弥京都大学教授等）
・寄付体験について語りあう「キフカッション」
・Japan Givingの手数料無料キャンペーン
・寄付者への100の感謝メッセージプロジェクト
・全国各地での寄付月間記念シンポジウムの開催などがあった。
カンパイチャリティを主催した株式会社マルト水谷と公益財団法人あいちコミュニティ財団が全公式認定企画で最も象徴的な取り組みとして、寄付月間2015大賞を受賞した。

## 2016年の取り組み
寄付月間2016では13のリードパートナー、379の賛同パートナー法人・団体が参加し、71の公式認定企画が発表された。特徴的な企画としては
・小宮山宏氏（第28代東大総長）、長谷川閑史氏（武田薬品工業取締役会長、元経済同友会代表幹事）、川淵三郎氏（日本サッカー協会最高顧問）ら、各界のトップリーダーによる日本初寄付啓発のプラットフォーム「Giving Initiative」の発足
・全世界どこからでも参加ができる「カンパイチャリティ」キャンペーン（カンパイしている写真を#kanpaicharityをつけてSNSに投稿することで、1件10円が寄付になる仕組み）の日本初の実施
・新宿三井ビル全館での古本等回収寄付キャンペーンの実施
・チャリティラン
・寄付月間主催記念シンポジウム、スポーツ社会貢献シンポジウムなどの様々な全国でのシンポジウムの開催
・高校生・大学生による企画など

## 運営体制
推進委員会は次のような体制であり、運営資金は寄付によって賄われている。（※下記は2020年度推進委員会） 
■推進委員長　小宮山宏（三菱総合研究所理事長） 
■推進副委員長　鵜尾雅隆（日本ファンドレイジング協会代表理事） 
■共同事務局長　山田泰久（非営利組織評価センター） 
（他委員所属団体構成・順不同） 
＜行政＞
- 内閣府

＜企業＞
- ヤフー株式会社
- コモンズ投信株式会社
- リネットジャパングループ株式会社
- gooddo株式会社
- ソーシャルプランニングユニットPOZI
- 西武信用金庫

＜大学＞
- 国立大学法人東京大学

＜国際機関＞
- 国連開発計画駐日代表事務所

＜民間非営利組織＞
- 公益社団法人日本フィランソロピー協会
- 認定NPO法人NPO会計税務専門家ネットワーク
- 公益財団法人パブリックリソース財団
- 日本赤十字社
- 公益財団法人日本サッカー協会
- 公益財団法人助成財団センター
- 一般社団法人全国コミュニティ財団協会
- 社会福祉法人中央共同募金会
- 公益財団法人みらいファンド沖縄
- 公益財団法人みんなでつくる財団おかやま
- 一般財団法人非営利組織評価センター
- 認定特定非営利活動法人日本ファンドレイジング協会
- NPOのための弁護士ネットワーク
- 一般社団法人新経済連盟
- 特定非営利活動法人maggie’s Tokyo
- 公益財団法人ボーイスカウト日本連盟
- 一般財団法人全日本大学サッカー連盟